# 圣马可广场上的游行
《圣马可广场上的游行》（義大利語：Processione in piazza San Marco）是意大利文艺复兴艺术家真蒂莱·贝利尼的一幅蛋彩画，绘制于1496年，现藏于威尼斯的学院美术馆。
这幅画由威尼斯同名善会为其驻地圣若望大会堂的大厅订制。订单包括九幅大型油画，分别由当时的著名艺术家贝利尼、佩鲁吉诺、维托雷·卡尔帕乔等人创作。
这幅画的主题是真十字架碎片的奇迹。该物品于1369年由塞浦路斯和耶路撒冷王国的大臣菲利普·德·梅济耶尔捐赠给善会，很快成为该市供奉的对象。
九幅大型油画均于1496年至1501年完成。